# Katzen-Killer von Croydon
Der Katzen-Killer von Croydon (auch bekannt als M25 Cat Killer oder Katzen-Ripper) war über mehrere Jahre ein spektakulärer Kriminalfall aus South London und dem Gebiet um den M25 motorway. Es schien, als ob ein Serientäter dort seit 2014 etwa 400 Katzen geköpft und zerstückelt hätte. Die genauen Zahlen sind unbekannt, die Polizei ging zunächst von etwa 50 Taten aus, die Schätzungen beliefen sich aber auf wesentlich mehr. So zählte die Tierschutzorganisation South Norwood Animal Rescue and Liberty (SNARL) am 2. Juni 2016 das 100. Opfer des Täters oder der Tätergruppe.
Im September 2018 wurde durch eine Kombination von Überwachungsvideos, DNA-Untersuchungen an Katzenleichen und die Befragung von Fuchs-Experten der Schluss gezogen, dass die Funde auf die Aktivität von Füchsen zurückzuführen sind. Verwirrung entstand dabei auch dadurch, dass Katzen zunächst von Autos überfahren und deren Leichen danach von Füchsen zertrennt wurden, wobei die Abtrennung und Verschleppung von Kopf und Schwanz von Füchsen häufig vorkamen. Die Londoner Polizei hat die bisher untersuchten Fälle schließlich insgesamt als nicht-kriminell zu den Akten gelegt.

## Hintergrund
Im November 2015 meldete die Tierschutzorganisation South Norwood Animal Rescue and Liberty Fälle von Katzenverstümmelungen in Croydon. Den Tieren wurde der Kopf oder der Schwanz entfernt. Die Metropolitan Police übernahm den Fall und begann mit ihren Ermittlungen. Die Serie soll 2014 ihren Anfang genommen haben. Zunächst begrenzten sich die Fälle nur auf Croydon und Umgebung, insbesondere den Bezirk, in dem der M25 motorway verläuft, so dass der Täter den Namen M25 Cat Killer erhielt. Bis April 2016 dehnten sich die Vorfälle jedoch auf weitere Orte aus. Weitere tote Tiere tauchten in ganz London auf, zudem beschränkte es sich nicht mehr nur auf Katzen, auch Vögel, Füchse und Kaninchen waren betroffen.
Neben der Polizei untersuchte auch die Royal Society for the Prevention of Cruelty to Animals (RSPCA) den Fall, insbesondere untersuchte sie die gefundenen Tiere und obduzierte diese. So glaubte man Angriffe anderer Tiere relativ schnell ausschließen zu können, da in dieser Gegend keine Tierarten bekannt sind, die Katzen durch stumpfe Gewalt töten. Sodann wurde spekuliert, ob es sich um eine Einzelperson oder eine Tätergruppe handele, wobei die meisten Berichte von einem Einzeltäter ausgingen. Die Untersuchungen gaben sehr unterschiedliche Hinweise darauf, wie der Täter die Tiere in seine Gewalt brachte. Einige Theorien gingen zunächst davon aus, dass der Täter bereits tote Tiere verstümmele, die er irgendwoher entwendete. Als wahrscheinlicher galt dann aber, dass er die Tiere selbst töte. Sämtliche Verstümmelungen wurden postmortem begangen, Todesursache war in den allermeisten Fällen stumpfe Gewalteinwirkung sowie Erdrosseln. Die Verstümmelungen schienen mit einem scharfen Gegenstand begangen worden zu sein. In einigen Fällen sollen Köder benutzt worden sein, um die Tiere anzulocken. Der Fall erregte landesweite Aufmerksamkeit und wurde auch international beachtet. Der Killer erhielt von den britischen Medien mehrere Beinamen, so zum Beispiel den an Jack the Ripper angelehnten Spitznamen „Cat-Ripper“, „Croydon Cat Killer“ sowie „M25 Cat Killer“.
Alle gefundenen Spuren fanden schließlich die Erklärung, dass in Croydon lebende Füchse die durch Autounfälle getöteten Katzen als Aasfund in Teile zerlegten (bevorzugt wurden Kopf und Schwanz abgetrennt) und die Aasteile in ihrem jeweiligen Revier verschleppten und später liegenließen.
Die Tierschutzorganisation PETA mischte sich in den Fall ein und lobte eine Belohnung von zunächst 2.000, dann 5.000 Pfund für Informationen, die zum Ergreifen des Täters führen, aus. Die Kampagne wurde durch Prominente wie Dermot O’Leary, Caroline Flack, Josh Franceschi von You Me at Six und The-Vamps-Gitarrist James McVey unterstützt. South Norwood Animal Rescue and Liberty initiierte eine Petition, die 50.000 Stimmen zu sammeln versuchte, um die Bemühungen der Polizei zu verstärken. Als besonders besorgniserregend darf die Tatsache gelten, dass auch eine Personenbeschreibung eines angeblichen Täters kursierte und von privater Seite eine Belohnung auf dessen Ergreifung ausgesetzt wurde.
Diese Bemühungen wurden nach der Auflösung im September 2018 nun teilweise als Anzeichen einer moralischen Hysterie ("moral panic") der britischen Öffentlichkeit bewertet.